# Stadij
Stádij (latinsko stadium) je bila rimska mera za dolžino, enaka 625 čevljem oziroma 185,25 m. Enoto so poznali in uporabljali tudi stari Grki. Njihova vrednost ni natančno znana. Po Aristotelu je stadij znašal 185 m, po navadi pa srednji atiški stadij 185,4 m. Iz Posidonijevih meritev Zemljinega obsega izhaja srednji stadij 177,8 m. V tem času so uporabljali tudi vrednost za srednji stadij približno 172 m.
Znano je bilo še več stadijev:
- potopisni stadij - 157 m
- egipčanski stadij - 157,5 m
- perzijski stadij - 161,1 m
- olimpijski stadij - 192,8 m
- kraljevi egipčanski stadij - 210 m
- Ptolemejev stadij - 222 m
- Eratostenov stadij - 231 m
- Ksenofonov stadij - 5397 m